# Candace Bushnell
Candace Bushnell (ur. 1 grudnia 1958 w Glastonbury) – amerykańska pisarka.
Lata 80. spędziła na przyjęciach i zabawie w nocnych klubach, na przykład w Studio 54. Z czasem została felietonistką w „New York Observer”.
Od 1994 roku jej kolumna miała tytuł Sex and the City, a oparta była na przygodach, o których zwykle rozmawiała z przyjaciółkami.
Serial Sex and the City (Seks w wielkim mieście) nadawany był w USA w latach 1998–2004 (HBO). Wykorzystano tam motywy z felietonów Bushnell, ale nie trzymano się wiernie ich treści. Pisarka zyskała sławę, a przez wielu uznana została za pierwowzór Carrie Bradshaw.
Bushnell mieszka w Nowym Jorku; w 2002 poślubiła tancerza baletowego Charlesa Askegarda.

## Książki Candace Bushnell
- Sex and the City, (1997) (Seks w wielkim mieście, wyd. polskie 2001, istnieją dwa tłumaczenia)
- Sex and the City (druga część), (1999)
- Sex and the City (trzecia część) (2000)
- Sexo en Nueva York (2001)
- Four Blondes (2001) (Cztery blondynki, wyd. polskie 2001)
- Four Blondes (Thorndike Basis) (2001)
- Cuatro Rubias (2002)
- Big Night Out (2002)
- Sex Sirens: Female Icons and the Power of Sexuality (2003)
- Trading Up (2003) (Za wszelką cenę, wyd. polskie 2004)
- Lipstick Jungle (2005) (Szminka w wielkim mieście, wyd. polskie 2006)
- One Fifth Avenue (2008) (Piąta Aleja, wyd. polskie 2008)
- The Carrie Diaries (2010) (Dzienniki Carrie, wyd. polskie 2010)
- Summer and the City (2011) (Carrie w wielkim mieście, wyd. polskie 2011)
- Killing Monica (2015)